# تونبرغاوية
التونبرغاوية (الاسم العلمي: Thunbergieae) هي قبيلة من النباتات تتبع الفصيلة الأقنتية من رتبة الشفويات.

## أجناس التونبرغاوية
- التونبرغية